# Kazimierz Tumiński
Kazimierz Tumiński pseud. „Ben” (ur. 30 września 1920 we wsi Gibulicze pod Grodnem, zm. 15 października 2020) – polski działacz podziemia niepodległościowego w czasie II wojny światowej, powojenny więzień stalinowski i działacz kombatancki, w momencie poprzedzającym śmierć był ostatnim żyjącym obrońcą Grodna przed Armią Czerwoną we wrześniu 1939.

## Życiorys
Od połowy lat 30. XX wieku był członkiem Związku Strzeleckiego w Grodnie. Podczas polskiej wojny obronnej września 1939 jako ochotnik brał udział w obronie Grodna zaatakowanego 20 września przez Armię Czerwoną. Podczas okupacji sowieckiej należał do konspiracji niepodległościowej. Był członkiem Armii Krajowej, w ramach której brał udział w operacji Ostra Brama. W 1944 został ujęty przez NKWD i skazany na 10 lat pozbawienia wolności. Ostatecznie spędził 13 lat pracując niewolniczo w kopalniach na Kołymie. Do rodzinnego Grodna powrócił w 1956 i mieszkał w nim do śmierci w 2018 jako obywatel białoruski.
Był członkiem Stowarzyszenia Żołnierzy Armii Krajowej na Białorusi. 2 maja 2008 r., podczas obchodów Dnia Polonii i Polaków za Granicą został jedną z pierwszych ośmiu osób, które otrzymały  egzemplarze Karty Polaka.  W 2009 r., Prezydent RP Lech Kaczyński podjął decyzję o nadaniu odznaczeń państwowych obywatelom Republiki Białorusi z okazji obchodów 70. rocznicy sowieckiej napaści na Polskę w tym Kazimierzowi Tumińskiemu. Kancelaria Prezydenta RP wystąpiła wówczas za pośrednictwem Protokołu Dyplomatycznego MSZ o uzyskanie zgody od str. białoruskiej na odznaczenie Tumińskiego.
26 lutego 2015 r., Szef Urzędu do Spraw Kombatantów i Osób Represjonowanych Jan Stanisław Ciechanowski odwiedził Kazimierza Tumińskiego i odznaczył Medalem „Pro Patria” oraz uhonorował statuetką Orła Białego. 8 grudnia 2016 r., p.o. Szefa Urzędu do Spraw Kombatantów i Osób Represjonowanych Jan Józef Kasprzyk odwiedził Kazimierza Tumińskiego i odznaczył Medalem „Obrońcy Ojczyzny 1939–1945” oraz wręczył mu także pamiątkową szablę oficerską. Był on już wówczas ostatnim żyjącym obrońcą Grodna z 1939 według Związku Polaków na Białorusi.